# Tandem (Fuhrwerk)

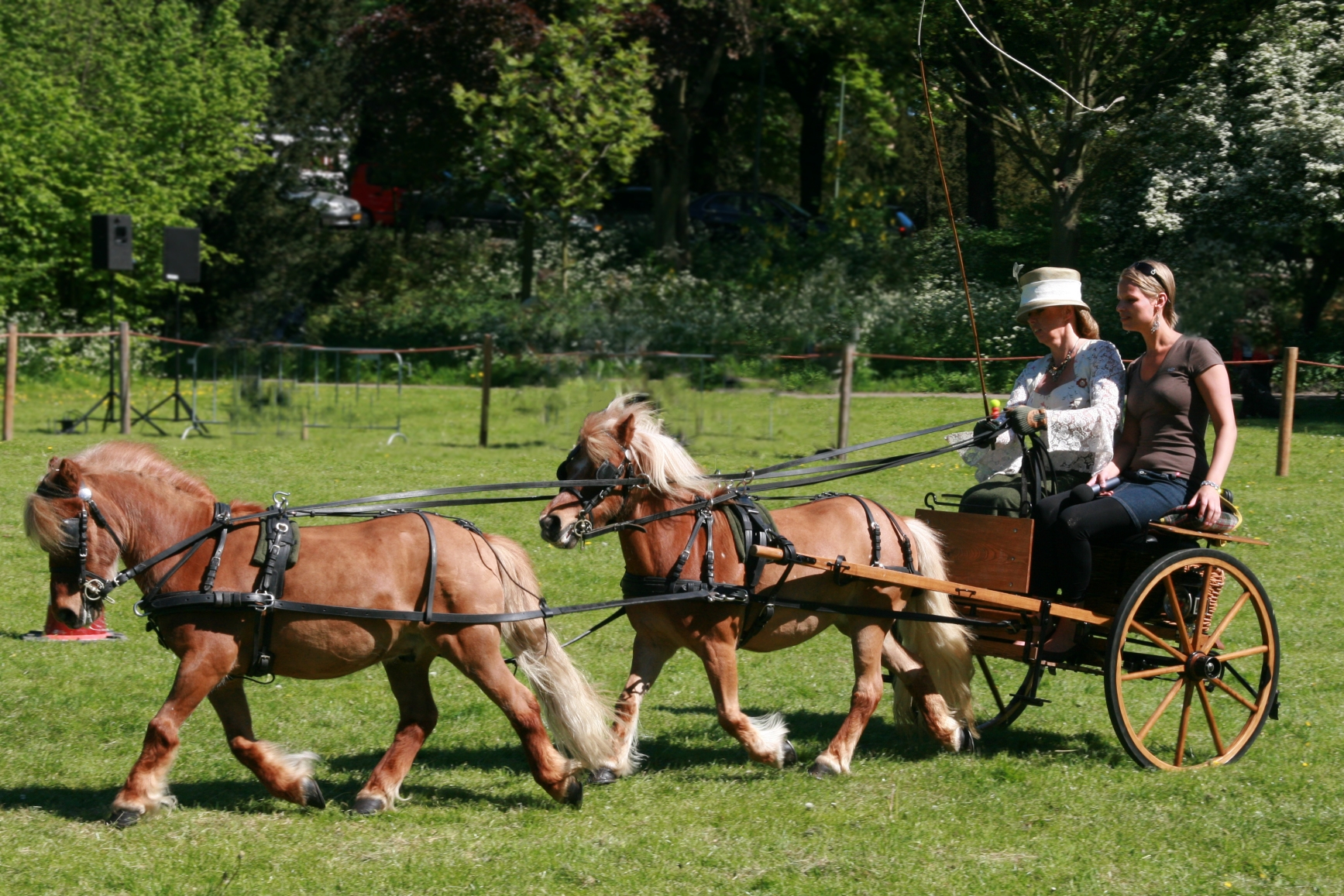
Ponys in Tandemanspannung

Als Tandem bezeichnet man ein von zwei hintereinander gehenden Pferden gezogenes, meist einachsiges Gespann.
Das Vorderpferd sollte leichter und eleganter sein als das direkt vor der Kutsche zwischen den Anzen gehende Gabelpferd. Üblicherweise trägt das Gabelpferd ein Kumt, während das Vorderpferd meist mit einem Brustblattgeschirr angeschirrt ist. Der größte Teil der Zuglast wird vom Gabelpferd übernommen.

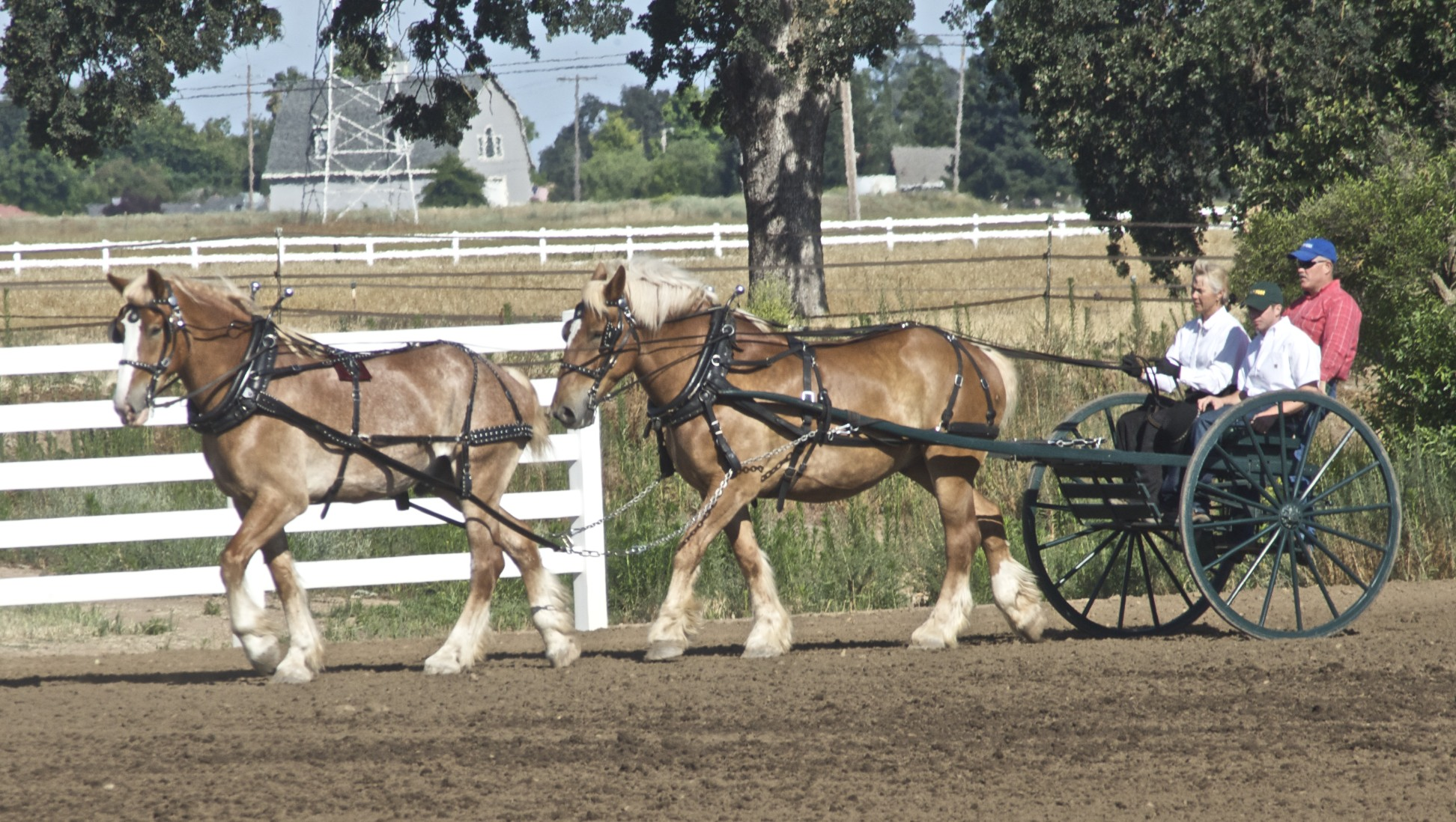
Belgier in Tandemgespann, Vorderpferd aus dem Zug genommen

Tandem- und die verwandte Random-Anspannung kommen aus England und haben gegenüber nebeneinander gehenden Pferden den Vorteil, dass auch sehr schmale Wege befahrbar sind. Aufgrund der ungleichen Zuglastverteilung wird das vorne gehende Pferd kaum belastet und steht nach der Fahrt als ausgeruhtes Reitpferd zur Verfügung. Tandem- und Random-Anspannung wurden aus diesem Grund auch häufig bei Jagden genutzt: Am Ziel angekommen, wurden die Vorderpferde für die Jagd gesattelt.
In der Tandem-Anspannung wird fast immer eine einachsige Cart oder auch Tandem-Cart genannte Kutsche mit sehr großen Rädern gefahren.
Die Tandem-Anspannung ist schwerer zu fahren als ein Vierspänner und stellt weit höhere Ansprüche an das Können von Kutscher und Pferden als die Anspannung von zwei Pferden nebeneinander. Sie wird heute nur noch zu Show-Zwecken gefahren.